# Trimerotropis bernardi
Trimerotropis bernardi är en insektsart som beskrevs av Rentz, D.C.F. och Weissman 1984. Trimerotropis bernardi ingår i släktet Trimerotropis och familjen gräshoppor. Inga underarter finns listade i Catalogue of Life.